# 睦月のぞみ
睦月 のぞみ（むつき のぞみ）は、日本の漫画家。

## 経歴・人物
1999年に『COMICポプリクラブ』の1999年6月号において「化学部でGO!」でデビュー。
その後、成人向け漫画を中心に書くが、過激な内容よりも少女漫画的なエンディングを好む傾向の作品を多く描く。
作品の多くは人ならざる者が主人公もしくは準主人公に含まれるものが多い。あとがきなどに「人外が好き」というコメントが多い。

## 作品リスト

### 単行本
- 『Active Heart』 （2003年2月発売、蒼竜社〈プラザCOMIX〉、ISBN 4-88386-183-X）
- 『眼帯天使』 （2004年9月発売、蒼竜社〈プラザCOMIX〉、ISBN 4-88386-241-0）
- 『らでぃかる同好会』 （2005年4月発売、蒼竜社〈プラザCOMIX〉、ISBN 4-88386-256-9）
- 『雨のち嵐、処により恋?』 （2007年4月28日発売[1]、少年画報社〈ヤングコミックコミックス〉、ISBN 978-4-78-592767-7）
- 『天然バラエティーCH』 （2008年10月27日発売[2]、少年画報社〈ヤングコミックコミックス〉、ISBN 978-4-78-593048-6）
- 『ゾンビ ロマンチシズム』 （2008年12月12日発売[3]、芳文社〈まんがタイムKRコミックス エールシリーズ〉、ISBN 978-4-83-227761-8）
- 『兎の角』 （2009年 - 2012年、KADOKAWA『Fellows!』volume6 - 26、〈ビームコミックス〉、全3巻）
- 『ハコニワ喜劇』 （エンターブレイン〈ビームコミックス〉、全2巻）
  1. 2012年8月10日発売[4]、ISBN 978-4-04-728286-5
  2. 2012年9月15日発売[5]、ISBN 978-4-04-728287-2
- 『白銀妃』 （KADOKAWA『ハルタ』volume8（2013年） - 、〈ビームコミックス〉、既刊1巻）※volume17から休載中
  1. 2014年7月15日発売[6]、ISBN 978-4-04-729778-4